# Nuno Viriato Tavares de Melo Egídio
Nuno Viriato Tavares de Melo Egídio, em chinês tradicional: 伊芝迪, GCC • OA • GCA • ComI (Tomar, Santa Maria dos Olivais, 18 de Fevereiro de 1922 – Lisboa, 7 de Dezembro de 2011) foi um general português que, entre outras funções de relevo, foi Governador de Macau (1979-1981).

## Biografia
Começou na Arma de Infantaria do Exército, em 1940. Esteve na guerra em África: em Angola comandou um Batalhão em Nambuangongo e no sector de Malange. Em Moçambique desempenhou o primeiro cargo civil, como Governador do distrito do Niassa, tendo sido Comandante da zona operacional de Tete, do Comando Territorial do Sul e do Comando Operacional de Lourenço Marques. Atingiu o posto de General.
Foi Governador de Macau entre 1979 e 1981, e 11.º Chefe do Estado-Maior-General das Forças Armadas de Portugal entre 17 de Fevereiro de 1981 e 18 de Fevereiro de 1984, sucedendo a Ramalho Eanes.
Foi o primeiro governador de Macau a visitar a República Popular da China em 1980, cerca de um ano depois de Portugal e China terem restabelecido as relações diplomáticas.
Foi o Sócio N.º 1547 do Sporting Clube de Portugal, onde ocupou vários cargos dirigentes.
Era casado com Maria Mariana de Melo Egídio, Comendadora da Ordem de Benemerência a 22 de Abril de 1970.

### Condecorações[3][4]
- Oficial da Ordem Militar de São Bento de Avis de Portugal (18 de Julho de 1957)
- Comendador da Ordem do Império de Portugal (6 de Julho de 1971)
- Grande-Oficial da Ordem Nacional do Cruzeiro do Sul do Brasil (5 de Janeiro de 1981)
- Comendador da Legião do Mérito dos Estados Unidos da América (22 de Novembro de 1982)
- Cavaleiro de Grã-Cruz da Ordem do Mérito da República Italiana de Itália (25 de Novembro de 1982)
- Grande-Oficial da Ordem do Mérito Aeronáutico do Brasil (27 de Abril de 1983)
- Grã-Cruz da Ordem Militar de Nosso Senhor Jesus Cristo de Portugal (5 de Abril de 1984)
- Grã-Cruz da Ordem Militar de São Bento de Avis de Portugal (26 de Maio de 1980)